# Hältholm
Hältholm är en ö nära Aspholm i Nagu,  Finland. Den ligger i Skärgårdshavet i Pargas stad i den ekonomiska regionen  Åboland i landskapet Egentliga Finland, i den sydvästra delen av landet. Ön ligger just väster om Aspholm, 14 kilometer öster om Nagu kyrka, 33 kilometer söder om Åbo och omkring 150 kilometer väster om Helsingfors. Närmaste allmänna förbindelse är förbindelsebryggan vid Pensar som trafikeras av M/S Nordep.
Öns area är 8 hektar och dess största längd är 470 meter i öst-västlig riktning. Ön höjer sig omkring 15 meter över havsytan.